# Валя-Флорій
Валя-Флорій (рум. Valea Florii) — село у Гинчештському районі Молдови. Входить до складу комуни, адміністративним центром якої є село Серата-Галбене.

## Населення
За даними перепису населення 2004 року у селі проживала 201 особа.
Національний склад населення села:
| Національність   | Кількість осіб | Відсоток   |
| ---------------- | -------------- | ---------- |
| молдавани румуни | 159 2          | 79,1% 1,0% |
| болгари          | 35             | 17,4%      |
| українці         | 5              | 2,5%       |
| Всього           | 201            | 100%       |